# هيرمان جورج شيفاور
هيرمان جورج شيفاور (المولود في 3 فبراير 1876، في سان فرانسيسكو، بكاليفورنيا – المتوفي في 7 أكتوبر 1927، في برلين) شاعر، ومهندس، وكاتب، ومؤلف مسرحي، وصحفي، ومترجم أمريكي ألماني.

## طفولته في سان فرانسيسكو
لا يُعرف سوى أقل القليل عن فترة صبا شيفاور، وتعليمه، وسنواته الأولى في أمريكا، أو عن والديه وإخوته. والده هو يوهان غيورغ شيفاور، الذي كان نجارًا وُلد على الأغلب في العام 1842 في قرية أونتركوخن، في فورتمبيرغ. ووفقًا لقوائم المسافرين في هامبورغ، فقد هاجر أول مرة إلى أمريكا في العام 1868. وعاد إلى ألمانيا ليتزوج من ماريا تيريزا آيزيله في أوغسبورغ، والتي عادت معه إلى أمريكا في العام 1872. وشقيق الأب هو المهندس المدني فريدريش كارل شيفاور، المولود في العام 1878، وكان لديه أخ أصغر، فالتر ألويز شيفاور (1882–1975). للعائلة صلة قرابة بالرسام والنحات الألماني فيليب ياكوب شيفاور (1756–1808) الذي يُقال إنه جده الأكبر، والذي درس في نفس المدرسة التي درس فيها الشاعر فريدريش شيلر. وفي شتوتغارت ارتبط بمجموعة من الشعراء الألمان مثل فريدريش هاوغ، ولودفيج فرديناند هوبر، وفريدريش هولدرلين.

تلقى شيفاور تعليمه في مدارس عامة وخاصة، وانضم لمدرسة الأحد للروم الكاثوليك في سان فرانسيسكو، والتي قدمت خدماتها باللغة الألمانية. فيما بعد كتب عن دور الراهبات والأب غيرهارد في المدرسة الذين غرسوا في طلاب المدرسة اليافعين صورًا دينية مرعبة وجحيمية. لم يكن والداه أرثوذكس، وسجّل شيفاور صدمته من اللامبالاة والشك الديني لدى والده. اكتشف شيفاور موهبته في الشعر منذ سن العاشرة تقريبًا، في رحلة مدرسية، إذ ذهب التلاميذ إلى جبل أوليمبوس بالقرب من أشبوري هايتس في سان فرانسيسكو. أثار إعجاب زملاءه في المدرسة بقدرته على سرد قصة صعودهم الجبل، وعلى حد تعبيره:
فجأة انطلقت في ركضةٍ مهرولة مُضحكة. وتغنّيت بالأعمال البطولية لذلك اليوم –الصعود إلى قمة الجبل، ونبش الأرض كثور عدوانيّ، ومناورات القراصنة في بركة ضحلة. كان أدائي في وصف الملحمة المرتجلة عنيفًا. ونظر إليّ رفاقي بالإجلال والريبة. وهكذا بدأت فنّي بتلك الطريقة البدائية والفوضوية. خلّف المناخ أثره فيّ –ذلك المناخ «الإغريقي» الرائع لكاليفورنيا الذي يعمل كالشمبانيا على الحالة المزاجية. وهكذا قُدّر لي أن أصبح واحدًا من الأبناء الطبيعيين للأغاني.
اعتبارًا من ذلك الحين، أراد شيفاور أن يكرّس وقته لكتابة الشعر فحسب، إنما ألحّ والداه عليه ليسعى للحصول على عملٍ حقيقي. بدأ حياته المهنية بصفة عامل طباعة غير محترف، ونشر صحيفة باسم ذي آول عندما كان في المدرسة، وفيها كتب هجاءً لزملائه في المدرسة والمعلمين و«قصائد وداعية حزينة». مرّ بمرحلة شبابية، آمن فيها أن جميع الشعراء الشباب الذين يملكون عقلية خصبة الخيال لا بُدّ أن يعيشوها، والتي ضمت مزيجًا مما أسماه «التعصّب المثالي والرومانتيكية البايرونية». درس شيفاور الفن، والرسم، والعمارة في كلية الفنون بجامعة كاليفورنيا (في معهد مارك هوبكنز). وعمل فيما بعد مهندسًا معماريًا، وأستاذًا في التصميم، ورسامًا بالألوان المائية.

## التأثيرات الفكرية المبكرة
كان يدرك أن «أفكار إينغيرسول منتشرة في كل مكان»، في إشارة إلى أفكار روبرت جي. إينغيرسول، المفكر الحر واللاأدري الأمريكي، واعترف شيفاور أنه في البداية اعتبر إينغيرسول وأتباعه بوصفهم «أعداء»، ومهزوزين فكريًا إلى حد ما، وقرأ خواطر الليل (1742) للشاعر الإنجليزي شديد التديّن إدوارد يونغ ليقوّي إيمانه.
إلا أنه سرعان ما تخلّى عن التزامه الديني، واطّلع على المناقشات المحتدمة بخصوص «الحلقة المفقودة» في كتابات جون أوغسطين تسام، الكاهن وأستاذ الفيزياء في جامعة نوتردام (ساوث بند، في ولاية إنديانا). ذكر شيفاور تأثير الكتّاب أدناه في كاليفورنيا الذين منحوه «النور والنار»، لا سيما أعمال تشارلز داروين، وتوماس هنري هكسلي، وآرثر شوبنهاور، وهربرت سبنسر، ولودفيغ فيورباخ، ولودفيغ بوشنر. وربما جاء التأثير الأكبر على تفكيره، فيما يتعلق في صياغة منظور علمي أوضح لرؤيته الكونية فيلت أنشاوونغ، هو قراءته بالصدفة لكتاب إرنست هيكل عالم الحيوان الألماني، وعالم الأحياء، والفيلسوف، والمروج لنظرية داروين في التطور. وجد شيفاور بالصدفة الكتاب الشهير (ألغاز أو أحاجي العالم) في مكتبة، في البناء 213 في شارع كيرني، في سان فرانسيسكو، بترجمة جوزيف مكيب التي حملت عنوان لغز الكون في نهاية القرن التاسع عشر (1901). اشترى نسخة من الكتاب وقرأ نصفه في مساء نفس اليوم، وأكمل قراءة النصف الثاني في مكتبه للهندسة المعمارية في اليوم التالي. فيما بعد، وصف شيفاور نفسه على أنه شاعر مؤمن بالواحدية، وزعم أنه وصديقه المقرب جورج ستيرلنغ يمثّلان «مدرسة شعرية جديدة» في كاليفورنيا، إذ خلقا نمطًا «شعريًا يسعى إلى توحيد الشعر بالعلم».

## التتلمذ على أمبروز بيرس
تخلى شيفاور لاحقًا عن عمله اليومي في الهندسة المعمارية، وكتب الشعر والقصص القصيرة. شجعه على ذلك صديقه ومُرشده أمبروز بيرس الصحفي، وكاتب القصة القصيرة، والمحارب القديم في الحرب الأهلية. لا يُعلم على وجه الدقّة كيف التقيا أول مرة. يُقال إن بيرس قد اكتشف شيفاور لأول مرة بسبب قصيدة له بعنوان الأراضي الخلّابة التي نشرها في مسابقة أدبية في العام 1893، نظّمتها صحيفة ذا كول في سان فرانسيسكو.
استخدم شيفاور، البالغ من العمر 17 عامًا فقط حينها، استخدم الاسم المستعار جوناثان ستون، وعُقدت المقارنات الإيجابية بين قصيدته وقصائد الشاعر الرومانتيكي الأمريكي ويليام كولين برايانت. وأدّى بيرس، الذي كان أكبر من شيفاور بستة وثلاثين عامًا، دور الأب البديل لشيفاور والمرشد الذي ينتقد، ويشجع، وينمّي إحساسه الشعري. نشر بيرس عددًا من قصائده في أعمدة صحفية كتبها حملت عنوان «ثرثرة». في العام 1899، كان بيرس مسؤولًا عما أُطلق عليه اسم «قضية بو-شيفاور». نُشرت إحدى قصائد شيفاور، «بحر الصفاء» (1893) في صحيفة سان فرانسيسكو إيكزامينر في 12 مارس 1899، إنما لم تحمل اسمه، بل نُشرت بوصفها «قصيدة غير منشورة» لإدغار آلان بو.

مرّت «خدعة بو» هذه المخطط لها بعناية دون إثارة الكثير من الاهتمام. ومع ذلك، فقد كتب بسببها بيرس أعظم الثناء للشاعر الشاب:
لا أميل لاعتبار القصيدة المكتوبة من أعمال بو... أما بالنسبة للأدلة النصية —الأدلة المتأصلة في القصيدة نفسها— فهي تدعم بشدة حقيقة أنها من تأليف بو. وإذا لم يكتبها بو، فلا بد أنّ من كتبها مكافئٌ له في هذا اللون من الكتابة— أي كاتب أتقن الأسلوب تمامًا، إذ لا يوجد أي زلة أو خطأ في أي موضع. إن الكاتب، إن لم يكن بو، قد أجادَ في تقديم نمط بو تمامًا، من حيث الشكل، والأسلوب، وفرادة أفكاره، وخصائص شعوره، وسمات ذلك الشيء غير الملموس الذي يستعصي على التسمية، والوصف، والتحليل... وليس عليه أن يخشى من حدوث الكسوف لمجده، لأنه بلا ريب ليس أعظم من مأثرة سماع «صوت من قبر إدغار آلان بو» سوى اكتشاف متكلم من بطنه لديه هذا النوع من النمط الشعري.